# Whakatane
Pour l’article homonyme, voir Whakatane (homonymie).
Whakatane (prononcé en anglais : /fɑːkɑːˈtɑːnə/, en maori de Nouvelle-Zélande : Whakatāne, /ɸakaˈtaːnɛ/) est une ville de la région de la baie de l'Abondance, dans l'île du Nord de la Nouvelle-Zélande. Elle est le siège du conseil régional de la baie.
Whakatane se trouve à 90 km à l'est de Tauranga et à 98 km au nord-est de Rotorua, à l'embouchure de la rivière Whakatane. La ville a une population de 18 000 habitants, auxquels on peut ajouter 15 000 habitants dans le district. De ces 33 000 habitants, environ 40 % ont des ancêtres maoris.

## Villes jumelées
- Kamagaya, Chiba, Japon